# Ng Yan Yee
"Wendy" Ng Yan Yee (Kuala Lumpur, 11 luglio 1993) è una tuffatrice malese specialista nel trampolino 3 m e nel sincro 3 m.

## Carriera
Ng Yan Yee ha cominciato a praticare l'attività sportiva dedicandosi alla ginnastica ritmica finché l'allenatore Yang Zhuliang, notando la sua costituzione fisica, l'ha convinta a passare alla disciplina dei tuffi. Nel 2009 partecipa ai XXV Giochi del Sud-est asiatico vincendo l'oro nel sincro 3 m insieme a Leong Mun Yee. Poi prende parte ai Giochi del Commonwealth di Delhi 2010 e il mese successivo disputa i Giochi asiatica di Canton 2010 vincendo una medaglia d'argento nel sincro 3 m sempre in coppia con Leong Mun Yee.
Ng Yan Yee disputa le Olimpiadi di Londra 2012 concludendo al 24º posto nel trampolino 3 m; riesce a fare meglio alla sua seconda esperienza olimpica raggiungendo la finale del trampolino 3 m e concludendo in decima posizione alle Olimpiadi di Rio de Janeiro 2016. Nel 2017 risulta positiva alla sibutramina durante un controllo antidoping e subisce una squalifica di otto mesi, oltre ad essere privata di due medaglie d'oro vinte ai Giochi del Sud-est asiatico di Kuala Lumpur 2017.

## Palmarès
- Giochi del Commonwealth

Birmingham 2022: argento nel sincro 3 m.
- Giochi asiatici

Canton 2010: argento nel sincro 3 m.
Incheon 2014: argento nel sincro 3 m.
Giacarta 2018: argento nel sincro 3 m.
- Giochi del Sud-est asiatico

Vientiane 2009: oro nel sincro 3 m.
Palembang 2011: oro nel sincro 3 m e argento nel trampolino 3 m.
Naypyidaw 2013: oro nel sincro 3 m e argento nel trampolino 3 m.
Singapore 2015: oro nel sincro 3 m e argento nel trampolino 3 m.
Filippine 2019: oro nel trampolino 3 m e nel sincro 3 m.